# Ari Šavit
Ari Šavit (* 1957, Rechovot) je izraelský spisovatel a novinář levicově-liberálního deníku Haarec.

## Život a dílo
Ari Šavit vystudoval filozofii na Hebrejské univerzitě v Jeruzalémě.
Je autorem anglicky napsané knihy, Země zaslíbená, jež pojednává o vzniku státu Izrael. V této knize dále hovoří také např. o svém pradědečkovi, Herbertu Bentvičovi, členu sionistického hnutí.

### České překlady
- Země zaslíbená (orig. 'My Promised Land: The Triumpf and Tragedy of Israel'[4][5]). 1. vyd. Brno: Host, 2015. 495 S. Překlad: Radim Klekner